# Feminización del hambre
La feminización del hambre es un concepto que se refiere a un mayor número de mujeres que de varones que padecen hambre en el mundo. La feminización del hambre es un concepto utilizado en las conferencias de las Naciones Unidas y por las organizaciones cooperantes del desarrollo y de ayuda humanitaria a nivel internacional desde hace muchos años.
El 70% de los afectados por hambre a nivel mundial son mujeres. A pesar de que las mujeres producen el 70% de la alimentación familiar en los países en vías de desarrollo y el 50% a nivel mundial, un 70% de las personas que sufren hambre en el mundo son mujeres. El hambre tiene sexo porque en el hambre intervienen no solo factores geográficos y económicos sino también culturales, políticos y sociales. Las mujeres de la casa son las últimas en comer y solo comen lo que queda. El hambre es consecuencia de los mecanismos de desigualdad en la distribución de los alimentos y las niñas y mujeres son las principales afectadas.
Según Margaret Kelleher, las representaciones de género han desempeñado un papel crucial en la definición de las nociones de hambruna al generar desigualdad de acuerdo al sexo. Por las mismas razones que se conceptualiza la feminización de la pobreza, se propone el concepto de feminización del hambre, concepto que explica la tensión que sufren las mujeres frente al hambre familiar, local, regional y nacional.
La feminización del hambre está directamente relacionada con la feminización de la pobreza por la desproporcionada cantidad de mujeres pobres comparada con varones pobres. La feminización de la pobreza es un concepto que también se refiere a las características que asume la pobreza entre las mujeres y las dificultades para salir de la misma. Las mujeres producen el 70% de los alimentos del mundo pero son dueñas de menos del 20% de la tierra. Es mayor el número de mujeres que de varones en empleos vulnerables y de baja remuneración. Las mujeres tienen menor acceso a las instituciones financieras y mecanismos de ahorro formales. Las diferencias salariales hacen que las mujeres ganen menos que los varones en todos los países. Las niñas y mujeres son las primeras víctimas de la malnutrición en países donde la sociedad legitima su posición de inferioridad. Las mujeres ganan menos que los varones por el mismo trabajo, tienen menor acceso a la propiedad, menor acceso al control de los recursos, son más vulnerables a la malnutrición durante el embarazo y la lactancia y sobre todo, tienen mayor vulnerabilidad cuando se trata de familias monomarentales o madres solteras, por todos estos motivos las mujeres son más vulnerables a la pobreza y el hambre.
Según Natalia Kanem, directora ejecutiva del Fondo de Población de Naciones Unidas (UNFPA), «son las mujeres y  las niñas quienes en las casas suelen ser las que comen de últimas y menos.»
Las mujeres padecen una discriminación en el acceso a los recursos productivos. El 95% de los servicios de extensión agrícola está dirigido a los varones y sólo el 15% de los agentes de extensión agrícola son mujeres. La desigualdad con respecto a la propiedad de la tierra está relacionada con las diferencias que hacen los programas del Estado al distribuir la tierra, las leyes de herencia que privilegian a la descendencia masculina y los privilegios de los varones en las leyes matrimoniales.
Según Amartya Sen, el análisis tradicional de las hambrunas centrado en el suministro o carencia de alimentos resulta peligrosamente engañoso para la política, porque el hambre es consecuencia de los mecanismos discriminatorios de distribución de los alimentos y no de la falta de los mismos. La pobreza sería también consecuencia de la falta de libertades y capacidades de unos y otras para acceder a mejores condiciones de vida.
Según Martín Caparrós, cuya tesis es también que el hambre no es motivo de la escasez de alimentos sino de la distribución desigualdad de los alimentos en el mundo: «parece como si el hambre fuera sobre todo cosa de mujeres: lo tienen más cerca, lo sufren en sus hijos, lo sufren cuando los llevan al hospital y sus hombres no, lo sufren cuando sus hombres sí comen y ellas no.»
En América Latina, de 100 horas trabajadas, las mujeres hacen 67 pero disponen sólo del 9,4% de los ingresos. Las mujeres pasan gran parte de sus días haciendo el trabajo doméstico, limpiando y cocinando, y el trabajo reproductivo y de cuidado de niños y ancianos.
Numerosos estudios e investigaciones muestran que tanto el problema del hambre como el de la desnutrición afecta de manera diferente según el sexo del individuo, es decir, hay diferencias entre varones y a mujeres. Incluso cuando pertenecen a la misma familia y viven en el mismo hogar, pertenecen a la misma clase social, padecen  un mismo desastre natural o padecen una misma situación de guerra, el hambre no afecta de la misma manera a varones que a mujeres.

Lo que usualmente se encuentra en todos los lugares y culturas es un menor acceso de la mujer a los activos y los recursos productivos, tales como la tierra, el crédito, las divisas y el capital financiero, físico y humano. Con frecuencia, la mujer tiene que trabajar un mayor número de horas -tanto en el sector productivo como en el reproductivo-, dispone de una menor cantidad de recursos, tiene menos oportunidades, gana salarios más bajos, enfrenta mayores limitaciones de tiempo y consume menos ocio.

En 1987, Megan Vaughan incorpora la perspectiva de género para mostrar cómo las mujeres en Malaui sufrieron las hambrunas de su país de una manera muy distinta de los varones de ese lugar en diferentes momentos históricos. Vaughan considera que, sin la perspectiva de género, no se habrían observado las consecuencias reales de las hambrunas sobre las estructuras sociales, productivas y políticas de los países.
En 2002, en México, una investigación en poblaciones indígenas descubrió claras diferencias entre niños y niñas, con un índice mayor de desnutrición infantil en las niñas. 
Según la Organización de las Naciones Unidas para la Alimentación y la Agricultura (FAO), las mujeres son quienes producen la mitad de los alimentos en los principales cultivos básicos de todo el mundo. Además, las mujeres son las responsables de comprar y preparar los alimentos para sus familias en todas las culturas y sociedades. Sin embargo, los índices de desnutrición son mayores en mujeres y niñas. En muchos países en desarrollo, el 50 por ciento de las mujeres embarazadas y de las mujeres en edad de procrear padecen carencia de hierro. El embarazo y la lactancia aumentan las necesidades nutricionales, y la desnutrición puede causar abortos espontáneos, retraso del crecimiento intrauterino, bajo peso al nacer, trastornos en el desarrollo cerebral del feto, cretinismo y una mayor mortalidad perinatal. En períodos de hambruna, el deterioro del estado nutricional afecta fundamentalmente a las mujeres embarazadas, que luego tienen hijos e hijas con bajo peso y alta morbilidad.
Estudios de la Organización para la Agricultura y la Alimentación y los de la Organización Mundial de la Salud de las Naciones Unidas mostraron que, en muchas regiones del mundo, las mujeres dedican al trabajo doméstico catorce horas al día en promedio, recoger leña, plantas, traer agua a la casa, dar de comer a los rebaños, cocinar y preparar alimentos y, encima, agricultura de subsistencia, lavar ropa, cuidar a los niños y ancianos, organizar los ritos comunitarios, etcétera.

Las mujeres aportan con frecuencia más del 50 por ciento del trabajo destinado a la producción de cultivos comerciales y realizan hasta el 80 por ciento de las labores que lleva consigo la producción de cultivos alimentarios para el consumo familiar. También proporcionan la mayor parte de la mano de obra para cultivar los huertos que suministran a las familias hortalizas, tubérculos y frutas complementarios, así como para criar pequeños animales. Las mujeres predominan en las actividades posteriores a la cosecha, tales como comercialización, elaboración (en los hogares y en las fábricas), venta callejera y almacenamiento. También suelen encargarse de seleccionar los alimentos para el consumo familiar, así como de comprarlos y prepararlos. Las mujeres contribuyen a la nutrición gracias a los ingresos que generan. Las mujeres predominan en el sector no estructurado de la economía. De este modo, las mujeres aportan una proporción importante de los ingresos familiares necesarios para la adquisición de alimentos y la sostenibilidad nutricional. En la mayor parte del mundo en desarrollo, las mujeres se encargan de recoger y utilizar leña y agua potable para el consumo familiar. Además de ser importantes para la preparación de los alimentos, el estado nutricional y la salud, estos dos recursos influyen en la sostenibilidad a largo plazo del medio ambiente.

El informe 2018 de la OMS calculaba que 821,6 millones de personas en el mundo padecian hambre, mientras que 2 000 millones de personas estaban mal alimentadas sin comida suficiente y nutritiva. Además, "las probabilidades de padecer inseguridad alimentaria son mayores para las mujeres que para los hombres en todos los continentes", y la mayor diferencia se presenta en América Latina. En 2021, de 821 millones de personas que pasaban hambre en el mundo, la mayoría de ellos eran mujeres.